# جلوريا جاينور
جلوريا جاينور (بالإنجليزية: Gloria Gaynor) (ولدت في 7 سبتمبر 1943-) هي مطربة أمريكية إفريقية، اشتهرت بالعديد من الأغاني منها: I will survive, Never Can Say Goodbye, Let me know, I am what I am.
غنت في حفل مايكل جاكسون عام 2001،وفي العام 2024 صدر فيلم وثائقي عنها بعنوان "غلوريا غاينور: سأنجو" Gloria Gaynor: I Will Survive، حيث تسرد جلوريا قصة حياتها بأبعادها الكاملة.

## روابط خارجية
- جلوريا جاينور على موقع IMDb (الإنجليزية)
- جلوريا جاينور على موقع روتن توميتوز (الإنجليزية)
- جلوريا جاينور على موقع ألو سيني (الفرنسية)
- جلوريا جاينور على موقع رولينغ ستون (الإنجليزية)
- جلوريا جاينور على موقع أول موفي (الإنجليزية)
- جلوريا جاينور على موقع قاعدة بيانات الأفلام السويدية (السويدية)
- جلوريا جاينور على موقع إن إن دي بي (الإنجليزية)
- جلوريا جاينور على موقع أول ميوزيك (الإنجليزية)
- جلوريا جاينور على موقع ديسكوغز (الإنجليزية)
- جلوريا جاينور على موقع قاعدة بيانات الفيلم (الإنجليزية)